# George Worsley Adamson
George Worsley Adamson (The Bronx, 7 febbraio 1913 – Exeter, 5 marzo 2005) è stato un disegnatore, illustratore e incisore statunitense naturalizzato britannico.

## Giovinezza
Nacque al Bronx, quartiere di New York, figlio di George William Adamson, capomastro nella costruzione di convogli per la Interborough Rapid Transit Company, e di Mary Lydia, nata Howard. Suo padre, nacque a Glasgow, in Scozia, e sua madre, a Wigan, nel Lancashire, nel 1910 si erano trasferiti a New York City da Bombay in India. In seguito della morte di sua madre avvenuta nel febbraio 1921, George Adamson si trasferì in Inghilterra con suo padre, sua zia Florence e le due sorelle, Marie e Dorothy, a bordo del transatlantico, Cunard RMS Caronia, giungendo a Liverpool il 10 luglio 1921. Suo padre ritornò a New York nell'ottobre 1921, dove, l'anno successivo, morì.
George Adamson si formò professionalmente presso il Wigan Mining and Technical College e poi al Liverpool City School of Art, dove studiò tecnica dell'incisione sotto la guida di Geoffrey Wedgwood.
Espose le sue opere alla Royal Academy, contribuendo alla rivista Punch a partire dal 1939 fino al 1988.

## Seconda guerra mondiale

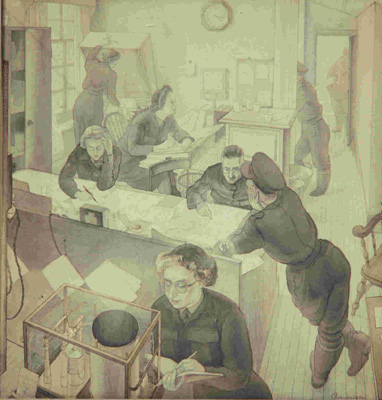
Meteorological office,
Pembroke Dock (1943)
FA03031 Air Historical Branch (AHB)

Durante la Seconda guerra mondiale, Adamson servì nel Royal Air Force Coastal Command come navigatore a bordo degli idrovolanti Catalina al largo dei Western Approaches e seguì un corso di allineamento  a bordo del bombardiere strategico Liberators alle Bahamas. Dopo aver illustrato per la rivista Illustrated London News un articolo sui voli transantlantici, viene nominato artista di guerra ufficiale per il Coastal Command. Alcuni dei disegni di Adamson sono attualmente conservati al Imperial War Museum ed al RAF Museum.

## Carriera artistica
Tra 1946 e 1953 insegnò incisione e illustrazione presso la Exeter School of Art, Exeter, nel Devon. Nel 1954, per un breve periodo lavorò a Londra con il grafico John Morgan presso il gruppo di recente creazione della Byrne and Woudhuysen Limited, prima di avviare l'attività di illustratore e disegnatore umoristico a tempo pieno

### Illustratore
Il primo libro per il quale realizzò i disegni e la sovracopertina fu, The Day is Over di Marjorie Vasey , per la Epworth Press, del 1954.
A partire dagli anni sessanta, illustrò i libri del professore Branestawn creati da Norman Hunter, offrendo una continuità in armonia con l’umore dell’illustrazioni di W. Heath Robinson risalenti agli anni trenta. Anche negli anni sessanta, Adamson illustrò le sovracopertine dei due primi romanzi per bambini di Alan Garner: The Weirdstone of Brisingamen del 1960 e The Moon of Gomrath del 1963. Durante lo stesso dicennio Adamson illustrò il primo libro di poesia per bambini di Ted Hughes: Meet My Folks! del 1961, poi le illustrazioni per il suo primo libro di racconti per bambini How the Whale Became del 1963 e quelli per la prima edizione del suo romanzo di fantascienza The Iron Man del 1968.
Nel 1970, illustrò un libro basato sulla serie televisiva Catweazle del sceneggiatore Richard Carpenter, seguito in 1971 dalle illustrazioni del libro basato sulla seconda serie, Catweazle and the Magic Zodiac. Durante gli anni ottanta, illustrò i cinque primi libri raccogliendo la correspondenza immaginaria inviata da Denis Thatcher a un certo Bill, in verità redatta da Richard Ingrams e John Wells per la rivista satirica Private Eye.
Oltre al suo lavoro per i libri, Adamson iniziò ad illustrare articoli contenuti in diverse riviste, tra cui The Listener e Nursing Times. Per quest’ultimo, tra il 1963 ed il 1983, realizzò più di duecento illustrazioni. Per la rivista americana Cricket realizzò le illustrazioni che accompagnavano La Giara, una novella di Luigi Pirandello, in una versione ridotta tradotta da Peggy Adamson, la moglie dell'artista.

### Disegnatore umoristico
Adamson pubblicò il suo primo disegno umoristico sulla rivista Punch nel settembre 1939 e l’ultimo su Spectator nel settembre 1994. Durante questi cinquantacinque anni i suoi disegni umoristici uscirono non solo sul Punch ma anche sul Tatler and Bystander, Time & Tide, la colonna di Peterborough del Daily Telegraph, Private Eye e altre riviste. Nel 1972 uscì il suo libro umoristico sulla Città Eterna, Rome Done Lightly, basato su due gruppi di disegni pubblicati nel Punch.

### Incisore
Grazie alla formazione ispirata di Geoffrey Wedgwood al Liverpool City School of Art, Adamson sviluppò ciò che divenne una tecnica fondamentale per l’incisione moderna, specialmente la puntasecca, l’incisione alla vernice molle e l'acquaforte. Durante i primi anni dopo la Seconda guerra mondiale iniziò a realizzare diverse incisioni solo per il suo piacere, e, contemporaneamente insegnando all’Exeter School of Art. Tuttavia, trascorsero molti anni tra il ritratto di suo figlio all'età di due anni Peter One Morning, portato a termine in 1950, e Killerton from the North  del 1979. Durante questo periodo proseguì la sua carriera di illustratore e di disegnatore umoristico ritornando alla stampa con grande entusiasmo verso la fine degli anni settanta, esponendo le sue opere recenti e antiche alla Royal Society of Painter-Etchers and Engravers. Tra le sue stampe tardive figurano i ritratti del pianista John Ogdon, del 1979 e della poetessa del Devon Patricia Beer, del 1982.

## Opere nelle collezioni pubbliche
L'opera di George Adamson è presente in diverse collezioni tra cui:
- Ashmolean Museum, Oxford[17]
- British Museum, Londra
- House of Humor and Satire, Gabrovo, Bulgaria
- Imperial War Museum, Londra
- New York Public Library, New York
- Oxford Brookes University Library, Oxford[18]
- Pembroke College, Cambridge
- Royal Air Force Museum, Hendon
- Royal Albert Memorial Museum, Exeter
- Ulster Museum, Belfast
- Victoria and Albert Museum, Londra
- Wigan Heritage Service, Wigan

### Libri in italiano con illustrazioni di George Adamson
- Hughes, Ted, L'uomo di ferro: Lotta di giganti per la salvezza della terra, trad. di Sandra Giorgini; ill. di George Adamson; tit. orig. The Iron Man, Milano: Rizzoli (Biblioteca Universale), 1977, pp. 71
- Hunter, Norman, Lo strano trionfo del professor Capoturbine, trad. di Laura Draghi; ill. di George Adamson; tit. orig. The Peculiar Triumph of Professor Branestawm, Florence: Vallecchi, 1973 ISBN 978-88-252-4605-6

### Altre referenze
- Adamson, George (collaboratore), ‘Eleven Printmakers: Approaches, Opinions, Experiences’, Journal of the Royal Society of Painter-Etchers & Engravers, no. 6, 1984, p. 18–19
- Connolly, Joseph, Eighty Years of Book Cover Design, Faber & Faber, Londra, 2009 ISBN 978-0571-24000-5
- Desmet, Anne, e Anthony Dyson, Printmakers: The Directory, A & C Black, Londra, 2006, p. 3 ISBN 978-0-7136-7387-6
- Faber & Faber,100 Faber Postcards, Faber & Faber, Londra, 2015 ISBN 978-0571-32024-0
- Walasek, Helen (editor), prefazione di Quentin Blake,  The Best of Punch Cartoons in Colour (archiviato dall'url originale il 4 marzo 2016), Prion, Londra, 2012 ISBN 978-1-85375-856-0